# Calyptra bicolor
Calyptra bicolor är en fjärilsart som beskrevs av Moore 1883. Calyptra bicolor ingår i släktet Calyptra och familjen nattflyn. Inga underarter finns listade i Catalogue of Life.